# Botliques
Os Botliques (Botlikhs) são um grupo étnico do Daguestão, pertencente ao grupo do Avares. São na sua maioria muçulmanos sunitas.